# Runö
För andra betydelser, se Runö (olika betydelser).
Runö (estniska: Ruhnu; lettiska: Roņu sala; tyska: Runö) är en estnisk ö belägen mitt i Rigabukten, med en yta av 11,9 kvadratkilometer. Ön utgör en egen kommun, Runö kommun, som ligger i landskapet Saaremaa (Ösel). Ön är känd som del av Aiboland, den estlandssvenska benämningen på de forna svenskbygderna i Estland.
Runö var från 1300-talet till 1560 en del av biskopsdömet Kurland, och från 1560–1562 danskkontrollerat, varefter ön avträddes till hertigdömet Kurland. Från 1621 till 1708 tillhörde Runö kungariket Sverige, och därefter olika ryska statsbildningar – Tsarryssland och kejsardömet Ryssland. 
Terrängen på Runö är platt och den grunda sandiga botten som omger ön kallas Fladen. Öns högsta punkt, Högberget (Runska: Haubjerre uttal: håobjäre), når 30 meter över havet och där står Runö fyr (Ruhnu tuletorn). Den sträcker sig 5,5 kilometer i nord-sydlig riktning, och 3,5 kilometer i öst-västlig riktning.

## Namn
På estlandssvenska uttalas Runö ru:n.[källa behövs]

## Historia

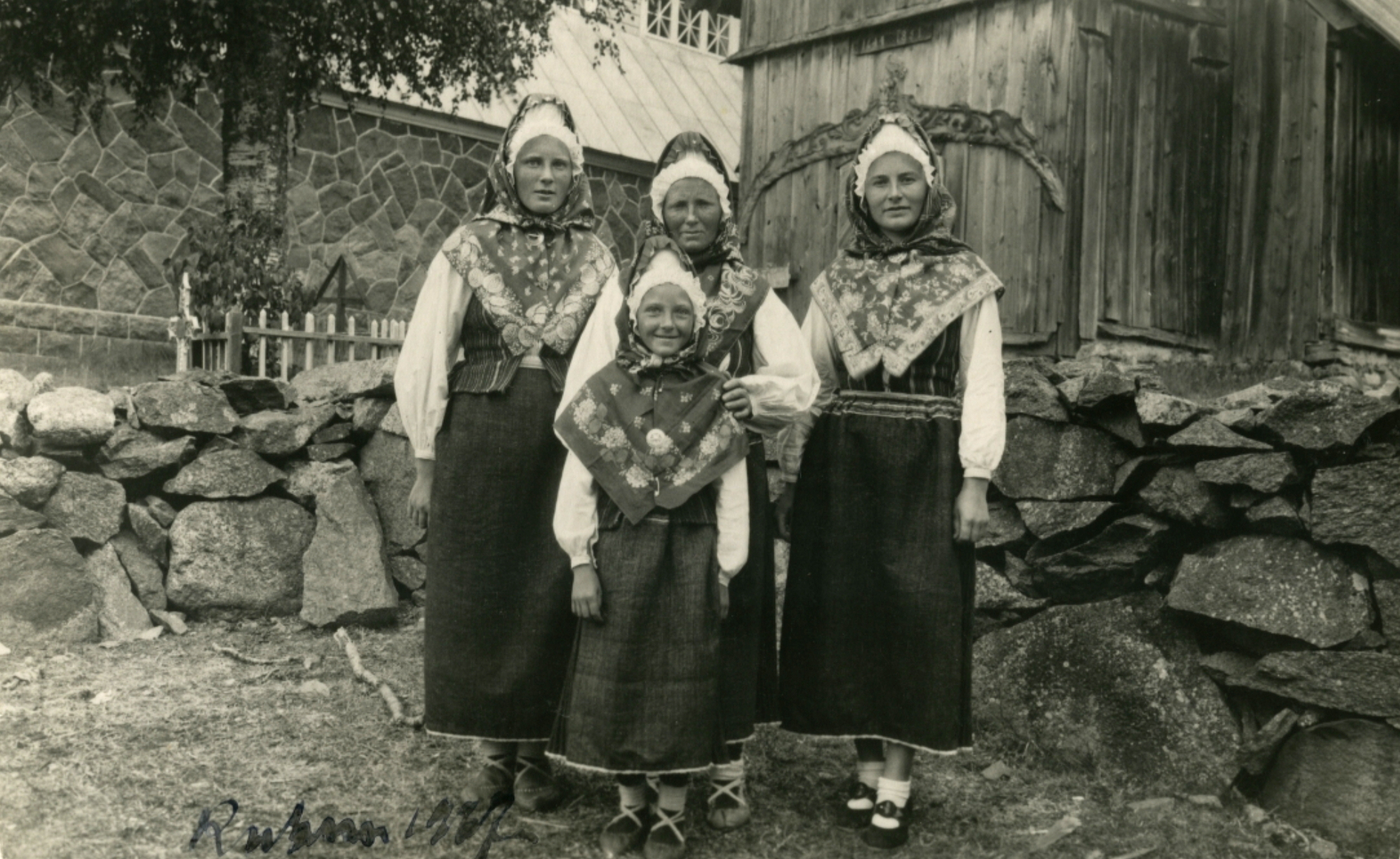
Kvinnor i folkdräkt, 1937.

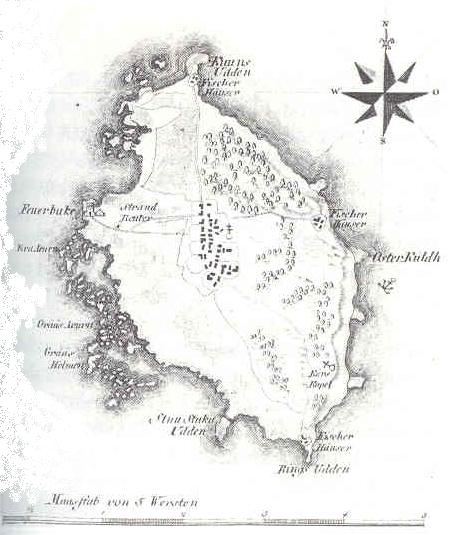
Runö 1798.

Det äldsta kända dokumentet som berör Runö är daterat den 28 juli 1341, då biskop Johannes av Kurland i ett brev gav Runöborna rätt att "besitta sin egendom efter Sveriges rätt". Runöborna åtnjöt under lång tid stor autonomitet och det statsskick, d.v.s. den organisation för beslutande, som fanns på ön liknade det som tidigare fanns i Sverige. 
Kulturen, eller odlingen som runöborna föredrar att kalla den, var gammal och ålderdomlig. Jordbruket likaså. Alla runöbor bar folkdräkt, även till vardags. Några av odlingens särdrag var att historieberättandet, liksom i flera fornnordiska odlingar, var högt skattat och utvecklat. Bland männen var det berättelser (runska: jutto) från säljakter (runska: vikarjutto) som oftast berättades och broderades ut.
Klädedräkten, folkdräkten, var inte bara en dräkt, utan en garderob av olika klädesplagg att användas vid olika tillfällen och högtider men också för olika stadier i livscykeln. Allt från kolten som småbarn hade, ogifta kvinnors huvudbonad och gifta kvinnors huvudbonad. Runöborna nöjde sig inte med att ha en klädkammare för sin rika folkdräkt utan varje gård hade ett speciellt hus (kle-er-huse) där kläderna förvarades och vårdades. Dräkten hade särskilda mönster och färger.
Ett annat särdrag var den sociala sammanflätningen. Allt arbete utfördes i lag. Lagen var olika sammansatta för olika ändamål. Så var några gårdar i lag under säljakten. Dessa gårdar var i lag med andra gårdar för att dela bastu och återigen med andra gårdar för andra ändamål. På så sätt fick man ett starkt socialt sammanflätat samhälle och undvek segregation och gruppbildningar eftersom grupperna eller lagen varierade; "alla var i lag med alla". Över tiden ändrades även de olika lagens sammansättning för de olika ändamålen. 
Som i andra samhällen som genomsyrats av lutherska värderingar var pliktkänslan stark på Runö, att bidra till samhället och till gruppens bästa. Landskapet, det högsta beslutande organet, hade ett avgörande inflytande i de flesta frågor om vad som skedde på ön. Till skillnad från moderna västerländska samhällen där "individens frihet" i allt högre grad betonas var lagar och regler ofta till för att förhindra att individen genom sitt handlande skadade andra eller samhället och att man inte gjorde saker som begränsade andra människor möjligheter. Exempelvis så reglerade landskapet hur många djur varje gård fick ha, hur många grisar, hur många kor, hur många höns etc. 
Under senare tid, efter det att runöborna konverterat till luthersk protestantism präglades värderingar och tolkningar av de omfattande regler och lagar som tillämpades på ön, av luthersk kristen tro. Martin Luthers lilla katekes utgjorde en grundläggande källa till hur dessa lagar och regler skulle tolkas men också till vägledning för var och en i vardagslivet och i umgänget med andra människor.
Runöborna hade troligtvis befolkat ön sedan tidig medeltid, eller ännu tidigare, och talade en mycket ålderdomlig fornnordisk dialekt kallad "runsk".
Sedan mellankrigstiden (1922) har Runö varit en del av Estland. Hela öns befolkning talade runska (runömål) fram till den 4 augusti 1944, då de flesta av öns invånare flydde över till Sverige undan de sovjetiska trupperna.

## Runö idag

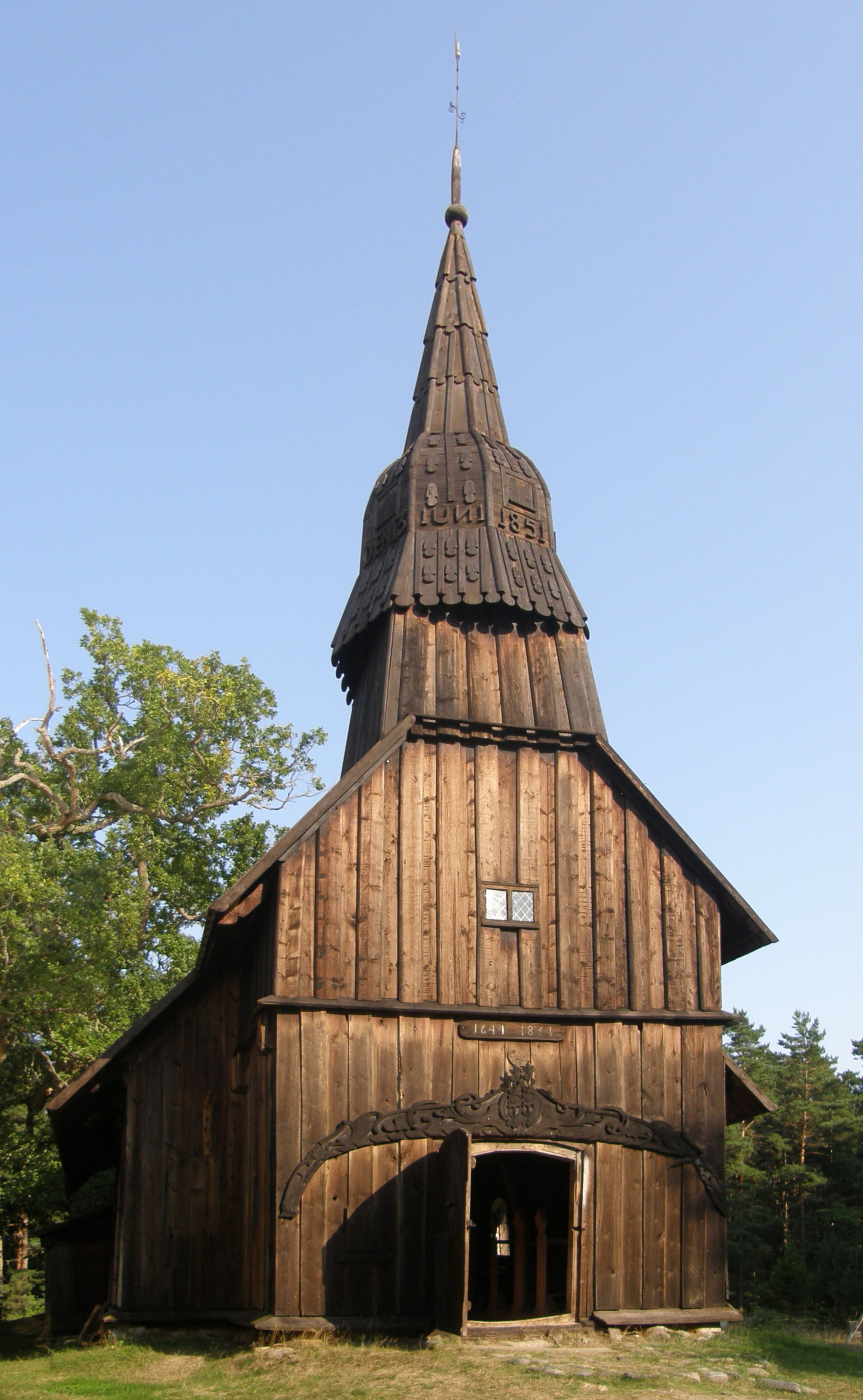
Runö träkyrka.

Ön har ett drygt femtiotal invånare, varav de flesta talar estniska. Dock flyttar många svenskar, som har rötter eller föräldrahem på Runö, tillbaka dit.[källa behövs] Den unika, närmast vikingatida, bebyggelsen på ön förstördes under den sovjetiska ockupationen och idag finns bara rester kvar. En av de äldre gårdarna på ön, Korsgården, finns dock delvis bevarad. Runö gamla kyrka, Runö S:ta Magdalena kyrka, är tillägnad S:ta Magdalena och uppfördes 1644 som ersättning för ett äldre kapell. Denna träkyrka, vars byggande bekostades av riksamiralen Carl Carlsson Gyllenhielm, är den äldsta bevarade träbyggnaden i Estland. Flera andra kapell fanns tidigare på ön: vid den gamla bybebyggelsen på den västra sidan av ön samt två vid den norra respektive östra stranden av ön.  En nyare kyrka i sten invigdes den 20 juli 1912, bredvid den gamla kyrkan. Den första fyren på Runö byggdes 1646. 
Ön har flygförbindelse med det estniska fastlandet och båtförbindelse med Ösel och det estniska fastlandet. Svenska läses numera som främmande språk i byskolan.

## Invånarantal genom tiderna
| År   | Invånare | År   | Invånare | År   | Invånare |
| ---- | -------- | ---- | -------- | ---- | -------- |
| 1624 | 113      | 1782 | 249      | 1908 | 270      |
| 1627 | 122      | 1791 | 240      | 1920 | 283      |
| 1663 | 200      | 1826 | 363      | 1922 | 271      |
| 1710 | 293      | 1842 | 389      | 1934 | 282      |
| 1711 | 80       | 1849 | 377      | 1939 | 289      |
| 1733 | 159      | 1852 | 383      | 1947 | 180      |
| 1739 | 173      | 1858 | 362      | 1966 | 213      |
| 1744 | 193      | 1881 | 285      | 1979 | 52       |
| 1753 | 185      | 1897 | 267      | 1991 | 56       |